# Институт химической экологии Общества Макса Планка
Институт химической экологии Общества Макса Планка (нем. Max-Planck-Institut für chemische Ökologie, MPICE) — исследовательский институт в составе Общества Макса Планка в Германии.

## История
В марте 1996 года Общество Макса Планка основало институт в университетском городке для проведения фундаментальных исследований. Основное внимание в исследованиях уделяется изучению взаимоотношений между растениями, питающимися растениями насекомыми и средой их обитания. Основное внимание уделяется химическому взаимодействию, которое исследуется химической экологией, давшей название институту. Исполнительным директором в настоящее время является Джонатан Гершензон. Институт базируется на территории кампуса Мютценберга в Йене, Тюрингия, Германия.

## Структура
На пяти кафедрах и в других исследовательских группах работают около 170 ученых, в том числе докторанты и студенты. В состав института входят следующие научно-исследовательские подразделения:
- Департамент молекулярной экологии под временным руководством Сары О’Коннор
- Кафедру биохимии возглавил Джонатан Гершензон[4],
- Отдел эволюционной нейроэтологии, возглавляемый Биллом С. Ханссоном[5],
- Отдел биосинтеза натуральных продуктов, возглавляемый Сарой О’Коннор[6],
- Отдел симбиоза насекомых, возглавляемый Мартином Кальтенпотом[7],
- Почетная группа энтомологии под руководством Дэвида Г. Хекеля,
- Исследовательская группа Макса Планка «Хищники и ядовитые жертвы» под руководством Ханны Роуленд[8],
- Исследовательская группа Макса Планка по экстремальным явлениям под руководством Хью С. Гроуката[9],
- Группа Лизы Мейтнер по социальному поведению под руководством Юко Ульриха[10],
- Исследовательская группа по обонятельному кодированию под руководством Силке Саксе[11],
- Исследовательская группа «Физиология защиты растений» под руководством Акселя Митхёфера[12],
- ЯМР под руководством Кристиана Паетца[13],
- Масс-спектрометрия под руководством Райко Халичке[14],
- Взаимодействие групп товарищей Макса Планка в планктонных сообществах под руководством Георга Понерта[15][16].